# Welter Racing
Pour les articles homonymes, voir Welter.
Welter Racing, également dénommée WR est une écurie française de sport automobile fondée en 1990. Son fondateur, Gérard Welter, imagine, conçoit, construit et engage des prototypes aux 24 Heures du Mans depuis 1976 sous le nom de WM jusqu'en 1989, puis WR. Les ateliers se situent dans la ville de Thorigny-sur-Marne, en Seine-et-Marne. 

## Historique

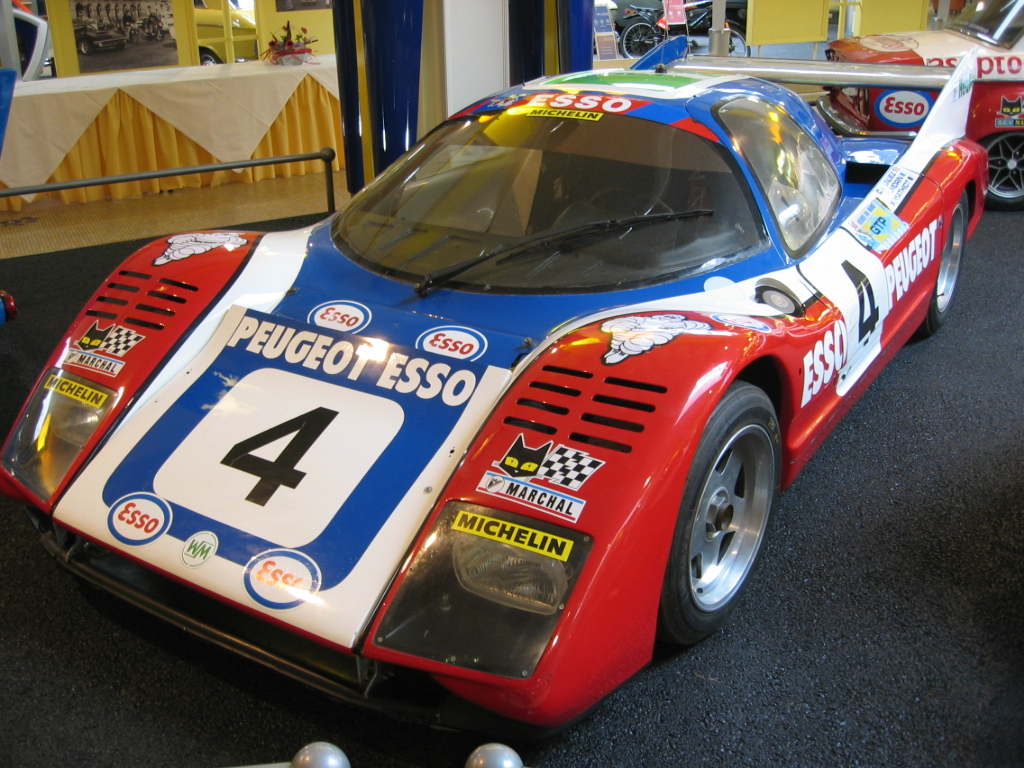
Peugeot WM P80.

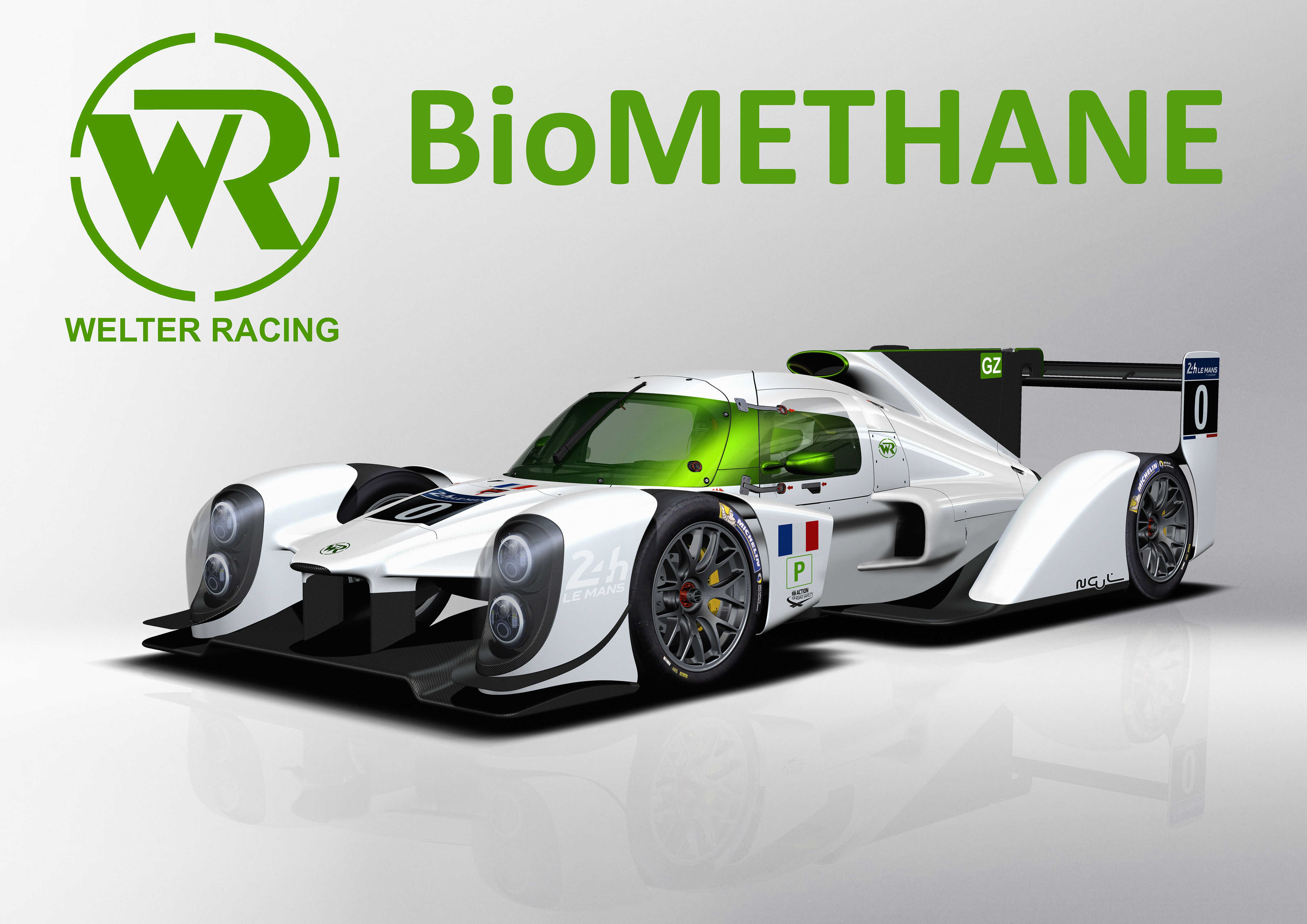
Projet WR Bio-Méthane - 24H du Mans - Garage 56.

L'écurie trouve sa source par l'association de deux amis, Gérard Welter et Michel Meunier, tous deux employés au service design de Peugeot, qui s'associent pour construire une voiture de course dès 1969. Les modèles prendront des appellations « WM P.. » (pour Welter Meunier Peugeot et année), la série commence donc avec la WM P69.
En 1988, WM met en place le « projet 400 ». Ce projet prévoit la fabrication d'une voiture capable d'atteindre les 400 km/h lors des 24 Heures du Mans. Ce record est signé par Roger Dorchy lorsque le prototype WM P88 à moteur Peugeot atteint 407 km/h. Ce record ne sera probablement jamais battu, du fait de la construction de chicanes au milieu des Hunaudières en 1990.
WM s'arrête à la fin de la saison 1989 et avec l’aide de sa femme Rachel, Gérard Welter continue la compétition en fondant le Welter Racing (WR) en 1990.
L'autre heure de gloire de WR arrive en 1995 lorsque WR, malgré son « petit » prototype LMP2 basé sur la Peugeot 905 Spider, signe la pole position ainsi que le record du tour.
De 2000 à 2006, WR est présent à chaque éditions des 24 Heures du Mans en catégorie LM675 qui deviendra LMP2.

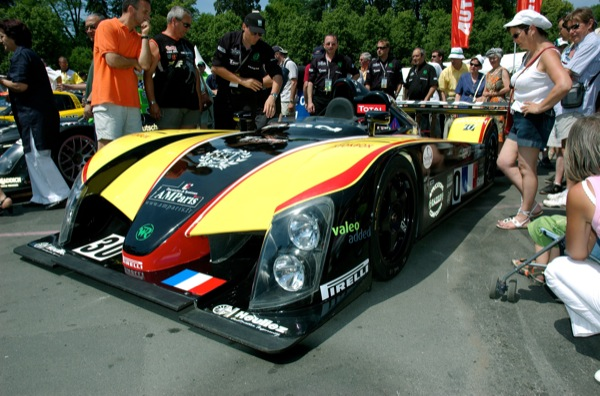
L'un des Prototypes LMP2 WR au Mans en 2006.

Longtemps motorisé par Peugeot, WR a construit en 2008 un nouveau prototype motorisé cette fois par Zytek, connu sous le nom de WR2008.
En 2009 et 2010, l'équipe WR Salini - Zytek participe à l'European Le Mans Series.
En 2010, WR retrouve le circuit sarthois pour les 24 Heures du Mans 2010. 
En 2012, l'équipe WR participe à la conception de la base roulante de la Green GT H2 à pile à combustible.
Depuis 2013, l'équipe travaille sur un projet de prototype utilisant du Bio-Méthane (CH4) comme carburant. Ce projet a été retenu par l'ACO pour participer aux 24 Heures du Mans 2017 dans le cadre du "garage 56" et a été présenté au Mondial de l'automobile de Paris 2016. Cependant, l'équipe annonce quelques mois plus tard que la voiture ne sera pas au départ car le projet n'a pas réuni suffisamment de partenaires pour pouvoir le mener à son terme dans des délais suffisants. Le projet n'est toutefois pas abandonné mais différé, WR souhaitant une participation de la WR Bio-Méthane aux 24 Heures du Mans dans les trois années suivantes.
En 2023, Welter Racing a participé au Mans Classic (année du centenaire des 24 Heures du Mans), engagé par Rachel Welter, avec comme pilotes Sylvain Boulay et Julien Quinonero[réf. nécessaire].

## Palmarès
| Année | Résultat aux 24 Heures du Mans                                                                                     |
| ----- | --- |
| 1992  | N°58 - Abandon (Artzet / Gonin / Petit)                                                                            |
| 1993  | N°33 - 24e au général / 1er Cat. 3 (Gonin / Santal / Lamouille)                                                    |

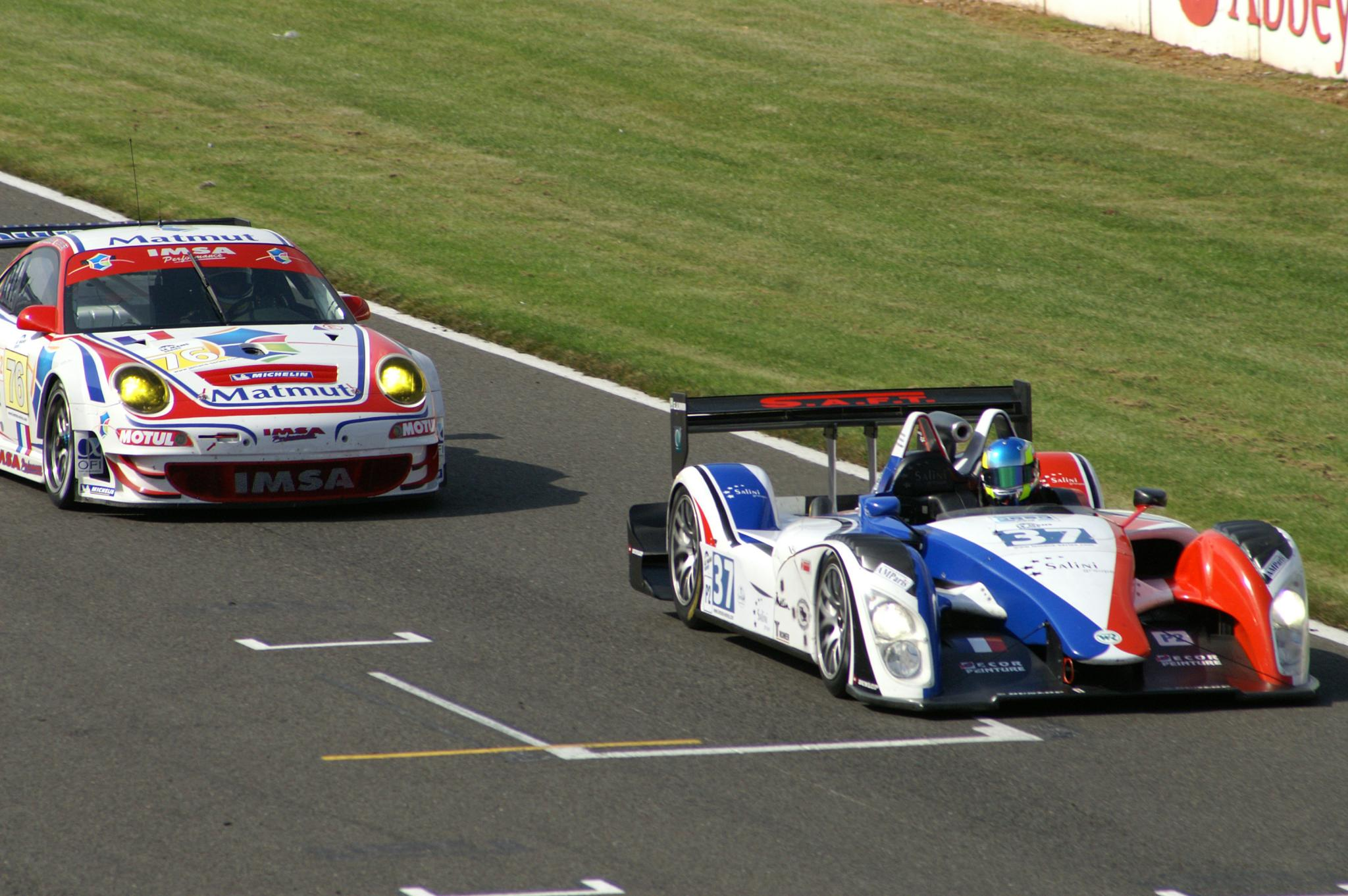
WR Zytek à Silverstone 2009.

| 1994  | N°21 - Abandon (Petit / Rosatn / Gonin) N°22 - Abandon (Yvon / Regout / Libert)                                    |
| 1995  | N°8 - Record du tour - Abandon (Gonin / Rostan / Petit) N°9 - Pole Position - Abandon (Balandras / Bouvet / David) |
| 1996  | N°14 - Abandon (Gonin / Rostan / Petit) N°15 - Abandon (David / Enjolras / Trevisiol)                              |
| 2000  | N°35 - Abandon (Pompidou / Daoudi / Bouvet) N°36 - 26e au général / 2e Cat. LMP675 (Balandras / Boulay / Terada)   |
| 2001  | N°30 - 19e au général / 2e Cat. LMP675 (Daoudi / De Fournoux / Terada)                                             |
| 2002  | N°25 - 20e au général / 2e Cat. LMP675 (Bouvet / Daoudi / De Fournoux)                                             |
| 2003  | N°24 - Non Classé (Pickering / Porta / Terada) N°25 - Abandon (Briere / Daoudi / De Fournoux)                      |
| 2004  | N°24 - 26e au général / 2e Cat. LMP2 (Porta / Roussel / Terada) N°36 - Abandon (Bouvet / Briere / Gommendy)        |
| 2005  | N°23 - Abandon (Boulay / Bouvet / Julien) N° 24 - Non Classé (Binnie / Roussel / Terada)                           |
| 2006  | N°30 - Abandon (Briche / Hauchard / Roussel)                                                                       |
| 2010  | N°37 - 23e au général / 8e Cat. LMP2 (Salini P. / Salini S. / Gommendy)                                            |

| Année | Résultat en Le Mans Series    | Points |
| ----- | ----------------------------- | ------ |
| 2004  | 4e au classement général LMP2 | 14     |